# Pieni Vehkalahti
Pieni Vehkalahti är en sjö i kommunerna Kaavi och Kuopio (före 2017: Juankoski) i landskapet Norra Savolax i Finland. Sjön ligger 86,4 meter över havet. Den är 15,99 meter djup. Arean är 1,98 kvadratkilometer och strandlinjen är 18,18 kilometer lång. Sjön  ingår i Vuoksens huvudavrinningsområde.   Den ligger omkring 39 kilometer öster om Kuopio och omkring 370 kilometer nordöst om Helsingfors. 
I sjön finns ön Hautasaari. Pieni Vehkalahti ligger öster om Iso Vehkalahti. 